# دوغلاس وينستون
دوغلاس وينستون (بالإنجليزية: Douglas Winston)‏ هو منافس ألعاب قوى أسترالي، ولد في 16 ديسمبر 1932.

## وصلات خارجية
- دوغلاس وينستون على موقع النتائج التاريخية لألعاب القوى الأسترالية (الإنجليزية)
- دوغلاس وينستون على موقع أوليمبيديا (الإنجليزية)
- دوغلاس وينستون على موقع اللجنة الأولمبية الأسترالية (الإنجليزية)